# 레이디 가브리엘라 킹스턴
레이디 가브리엘라 마리나 알렉산드라 오필리아 킹스턴(Lady Gabriella Marina Alexandra Ophelia Kingston, 1981년 4월 23일 ~ )은 영국 작가이자 기고 편집자이다. 그녀는 켄트 공자 마이클과 켄트 공자빈 마이클의 딸이다. 그녀는 영국 왕위 계승 서열 57위이다. 그녀는 조지 5세와 테크의 메리의 증손녀로서 찰스 3세의 2촌 조카이다.